# Mircea Rednic
Mircea Rednic (* 9. April 1962 in Hunedoara) ist ein ehemaliger rumänischer Fußballspieler und derzeitiger -trainer. Er bestritt insgesamt 83 Länderspiele sowie 561 Spiele in der Divizia A, der Süper Lig und der belgischen Ersten Division. Rednic nahm an der Fußball-Europameisterschaft 1984 und der Fußball-Weltmeisterschaft 1990 teil.

## Karriere als Spieler

### Verein
Mircea Rednic begann 1976 mit dem Fußballspielen bei Corvinul Hunedoara. Mit 17 Jahren wurde er für ein Jahr in die Fußballschule von Luceafărul Bukarest aufgenommen. In der Rückrunde der Saison 1979/80 kehrte Rednic zu Corvinul in die Divizia B zurück und schaffte im selben Jahr den Aufstieg in die höchste rumänische Fußballliga. Dort debütierte er am 2. August 1980 beim Sieg gegen AS Armata Târgu Mureș. Unter dem Trainer Mircea Lucescu erlebte er Anfang der 1980er-Jahre die erfolgreichste Zeit von Corvinul, die in der Saison 1982/83 mit der Teilnahme am UEFA-Pokal ihren Höhepunkt fand. Nach der Saison wechselte Rednic zu Dinamo Bukarest, mit dem er 1984 und 1990 die rumänische Meisterschaft sowie 1984, 1986 und 1990 den rumänischen Pokal gewann. Dinamo lieferte sich zu dieser von politischen Ränkespielen geprägten Zeit zumeist einen Zweikampf an der Spitze mit Steaua, so dass in diesem Zeitraum noch vier Vizemeisterschaften heraussprangen.
In der Winterpause der Saison 1990/91 verließ Rednic – wie viele andere starke rumänische Spieler auch – die Divizia A und wechselte in die türkische Süper Lig nach Bursaspor. Er zog aber bereits im Sommer 1991 nach Belgien weiter und schloss sich Standard Lüttich an, wo er 1993 den belgischen Fußballpokal gewann und zweimal belgischer Vizemeister wurde. 1996 wechselte er innerhalb Belgiens zu VV St. Truiden.
Nachdem Rednic in St. Truiden lediglich auf zehn Einsätze kam und inzwischen die belgische Staatsbürgerschaft angenommen hatte, kehrte er 1997 nach Rumänien zurück und spielte bis zum Ende seiner aktiven Laufbahn im Jahr 2000 bei Rapid Bukarest, mit dem er 1998 den rumänischen Pokal und 1999 die rumänische Fußballmeisterschaft gewann, sowie zweimal Vizemeister wurde.
In 47 Europapokalspielen erzielte Rednic drei Tore.

### Nationalmannschaft
Gemeinsam mit seinen Mannschaftskollegen Ioan Andone und Romulus Gabor debütierte Rednic am 11. November 1981 in Bern beim Länderspiel gegen die Schweiz in der rumänischen Fußballnationalmannschaft. Alle drei waren von dem neuen Nationaltrainer Mircea Lucescu, ihrem damaligen Spielertrainer bei Corvinul Hunedoara, ins Aufgebot berufen worden. 1984 nahm er an der Fußball-Europameisterschaft 1984 in Frankreich teil und bestritt alle drei Begegnungen. Bei der Fußball-Weltmeisterschaft 1990 in Italien stand Rednic ebenfalls im Kader und kam in allen vier Partien zum Einsatz. In insgesamt 83 Länderspielen erzielte er zwei Tore. Des Weiteren bestritt er 11 Länderspiele für die rumänische U21-Fußballnationalmannschaft, mit der er 1981 Bronze bei der Junioren-Fußballweltmeisterschaft gewann.

## Karriere als Trainer
Nach dem Ende seiner aktiven Laufbahn begann Rednic seine Trainerkarriere im Jahr 2000 bei seinem bisherigen Verein Rapid Bukarest, wo er bereits im Dezember 1998 für ein Spiel eingesprungen war. Im Oktober 2000 wurde er Nachfolger von Anghel Iordănescu und führte den Klub am Saisonende in den UEFA-Pokal. Dennoch wurde er von Viorel Hizo abgelöst und heuerte beim Ligakonkurrenten FCM Bacău an, der sich nach seinem sportlichen Abstieg einen Platz in der Divizia A vom FC Baia Mare gekauft hatte. Schon nach der Hinrunde der Saison 2001/02 trennten sich die Wege jedoch wieder.
Am 16. Mai 2002 kehrte Rednic als Nachfolger des entlassenen Viorel Hizo zu Rapid zurück und gewann den rumänischen Pokal. Diesen Erfolg konnte er in der folgenden Spielzeit toppen und gewann die Meisterschaft 2003. Nach der Hinrunde der Saison 2003/04 erhielt er ein Angebot aus dem Ausland und wechselte in die saudi-arabische Premier League zu al-Nasr FC aus Riad. Schon nach wenigen Monaten kehrte er bereits nach Rumänien zurück und wurde am 29. März 2004 Nachfolger von Nicolò Napoli bei Universitatea Craiova. Nachdem er sich mit dem Klub am Saisonende im vorderen Mittelfeld platzieren konnte, wurde er im September 2004 auf dem vorletzten Tabellenplatz liegend bereits wieder entlassen.
Am 14. Januar 2005 verpflichtete der Zweitligaspitzenreiter FC Vaslui Rednic als Nachfolger des im November 2004 entlassenen Ioan Sdrobiș. Am Ende der Saison 2004/05 stand der Staffelsieg und damit der Aufstieg in die höchste rumänische Spielklasse, die Divizia A, fest. Rednic verließ daraufhin den Verein, da ihm ein Angebot eines belgischen Vereins vorlag, wurde am 13. September 2005 jedoch als Nachfolger von Basarab Panduru erneut unter Vertrag genommen. Er führte den Aufsteiger vom vorletzten Platz zum Klassenerhalt, ehe ihn am 12. Juni 2006 sein ehemaliger Verein Dinamo Bukarest als Cheftrainer verpflichtete. In der Saison 2006/07 gewann er mit Dinamo die rumänische Fußballmeisterschaft. Nach einem durchwachsenen Saisonstart und dem Aus in der Qualifikation zur Champions League trat Rednic am 2. September 2007 als Trainer von Dinamo zurück. Vom 9. Oktober 2007 bis zum 21. März 2008 war er erneut Trainer von Rapid Bukarest. Nach Ausschreitungen beim Bukarester Derby gegen Steaua trat er zurück.
Am 1. April 2008 wurde verkündet, dass Rednic nach Ablauf der Saison 2007/08 erneut Dinamo Bukarest trainieren werde. Er trat das Amt im Juni 2008 an und gab es im Juni 2009 nach Saisonende wegen Meinungsverschiedenheiten mit der Vereinsführung wieder ab. Bis Jahresende trainierte er Alanija Wladikawkas in der russischen 1. Division, verpasste aber den Aufstieg in die Premjer-Liga (später rückte der Verein für den FK Moskau nach). Im Sommer 2010 wurde er in Aserbaidschan als Trainer von FK Xəzər Lənkəran tätig. Mit diesem wurde er 2011 Vizemeister und gewann den aserbaidschanischen Pokal. Nach fünf sieglosen Meisterschaftsspielen in Folge musste Rednic am 4. Dezember 2011 jedoch sein Amt aufgeben. Am 29. März 2012 löste er den drei Tage zuvor entlassenen Portugiesen Toni als Trainer des rumänischen Erstligisten Astra Ploiești ab. Nach dem Saisonende wechselte er im Sommer desselben Jahres zum Lokalrivalen Petrolul Ploiești, wo er jedoch nur wenige Monate tätig war.
Im Oktober 2012 folgte der Schritt ins Ausland: Rednic wurde Cheftrainer beim belgischen Traditionsverein Standard Lüttich. Dort gelang ihm die Qualifikation für die Europa League, dennoch wurde sein Vertrag nach der Saison 2012/13 nicht verlängert. Im Juni 2013 übernahm er das Traineramt bei CFR Cluj, verließ den Klub jedoch bereits nach wenigen Wochen im August 2013 aufgrund sportlicher und interner Differenzen.
Im Oktober 2013 übernahm Rednic den belgischen Erstligisten KAA Gent, wo er bis April 2014 tätig war. Nach einer kurzen Rückkehr zu Petrolul Ploiești im Frühjahr 2015 folgte ein weiteres Engagement bei Dinamo Bukarest, mit dem er das Pokalfinale erreichte.
Zwischen Dezember 2016 und Februar 2018 trainierte Rednic Royal Excel Mouscron in Belgien und sicherte dem Verein den Klassenerhalt. Im Sommer 2018 wechselte er nach Saudi-Arabien zu Al-Faisaly, wurde dort jedoch nach wenigen Monaten entlassen.
Zurück in Rumänien übernahm Rednic von Oktober 2018 bis Juni 2019 erneut Dinamo Bukarest und wechselte Anfang 2020 zu Politehnica Iași, wo er bis August 2020 blieb. Im Dezember 2020 wurde er Cheftrainer von Viitorul Constanța, verließ den Klub jedoch bereits im April 2021
Im Oktober 2021 übernahm Rednic ein weiteres Mal Dinamo Bukarest für eine kurze Zeit. Im April 2023 wurde er Trainer von UTA Arad, wo er bis 2025 tätig war. Ab der Saison 2025/26 arbeitet er wieder als Cheftrainer bei Standard Lüttich.

## Erfolge

### Als Spieler
Nationalmannschaft
- Dritter der U-20-Weltmeisterschaft: 1981
- WM-Teilnehmer: 1990
- EM-Teilnehmer: 1984

Verein
Dinamo Bukarest
- Rumänischer Meister: 1984, 1990
- Rumänischer Pokal-Sieger: 1984, 1986, 1990
- Europapokal der Landesmeister-Halbfinale: 1984
- Europapokal der Pokalsieger-Halbfinale: 1990

Standard Lüttich
- Belgischer Pokal-Sieger: 1993
- Belgischer Vizemeister: 1993, 1995

Rapid Bukarest
- Rumänischer Meister:  1999
- Rumänischer Pokal-Sieger: 1998
- Rumänischer Supercup-Sieger: 1999

### Als Trainer
Rapid Bukarest
- Rumänischer Meister: 2003
- Rumänischer Pokal-Sieger: 2002
- Rumänischer Supercup-Sieger: 2002, 2003

Dinamo Bukarest
- Rumänischer Meister: 2007
- Rumänischer Pokal-Finalist:  2016[12]

Xəzər Lənkəran
- Aserbaidschanischer Pokal-Sieger: 2011
- Aserbaidschanischer Vizemeister: 2010/11

## Auszeichnungen
Am 25. März 2008 wurde Rednic vom rumänischen Staatspräsidenten Traian Băsescu für die Leistungen in der Nationalmannschaft mit dem Verdienstorden „Meritul sportiv“ III. Klasse ausgezeichnet.